# Kisősi község
Kisősi község (románul: Comuna Aușeu) község Bihar megyében, Romániában. Központja Kisősi, beosztott falvai Kiskakucs, Körösgégény, Szekatura, Tőtös, Élesdlok.

## Népessége
A 2011-es népszámlálás adatai alapján a község népessége 3033 fő volt.